# 小叶红叶藤
小叶红叶藤（学名：Rourea microphylla）为牛栓藤科红叶藤属的植物。分布于越南、印度、斯里兰卡、印度尼西亚以及中国大陆的广东、云南、福建、广西等地，生长于海拔100米至600米的地区，常生长在山坡或疏林中，目前尚未由人工引种栽培。

## 别名
红叶藤（广州植物志） 荔枝藤、牛见愁（广东） 铁藤（广西）

## 异名
- Rourea minor (Gaerth.) Leenh. ssp. microphylla (Hook. et Arn.) Planch.